# عبيد الله بن عمر العمري
عبيد الله بن عمر ابن حفص بن عاصم بن عمر بن الخطاب أبو عثمان القرشي العدوي ثم العمري المدني. وُلد سنة واحد وسبعين، ولحق أم خالد بنت خالد الصحابية، وسمع منها، فهو من صغار التابعين. كان عبيد الله من سادات أهل المدينة، أحد الفقهاء السبعة والعلماء الأثبات بالمدينة. كان من ساداتها ومن أشراف قريش فضلًا وعلمًا وشرفًا. وعبادة، وحفظًا، وإنفاقًا. مات سنة خمس وأربعين ومائة.

## أخباره
عن الحسين بن الوليد قال: كنا عند مالك، فقال: كنا عند الزهري ومعنا عبيد الله بن عمر، ومحمد بن إسحاق، فأخذ الكتاب ابن إسحاق فقرأ. فقال: انتسب . قال: أنا محمد بن إسحاق بن يسار. قال: ضع الكتاب من يدك . قال: فأخذه مالك ، فقال: انتسب. قال: أنا مالك بن أنس الأصبحي. فقال: ضع الكتاب. فأخذه عبيد الله فقال: انتسب. قال: أنا عبيد الله بن عمر بن حفص بن عاصم بن عمر بن الخطاب. قال: اقرأ. فجميع ما سمع أهل المدينة يومئذ بقراءة عبيد الله.
وروى محمد بن عبد العزيز، عن عبد الرزاق، سمعت عبيد الله بن عمر قال: لما نشأت، فأردت أن أطلب العلم، فجعلت آتي أشياخ آل عمر رجلا رجلا، فأقول: ما سمعت من سالم؟ فكلما أتيت رجلا منهم قال: عليك بابن شهاب، فإن ابن شهاب كان يلزمه. قال: وابن شهاب بالشام حينئذ. فلزمت نافعا، فجعل الله في ذلك خيرا كثيرا، وروي عن سفيان بن عيينة قال: قدم علينا عبيد الله بن عمر الكوفة، فاجتمعوا عليه، فقال: شنتم العلم، وأذهبتم نوره لو أدركنا عمر وإياكم أوجعنا ضربا.

## روايته للحديث النبوي
- سمع من: سالم بن عبد الله، والقاسم بن محمد ونافع، وسعيد المقبري، وخاله خبيب بن عبد الرحمن، وعطاء بن أبي رباح، وعمرو بن شعيب، والزهري، ووهب بن كيسان، وعبد الله بن دينار، وعبد الرحمن بن القاسم، وثابت البناني، وأبي الزناد، وسمي، وسهيل، وسالم أبي النضر، وعمرو بن دينار، وطلحة بن عبد الملك، وخلق.
- وعنه: ابن جريج، ومعمر وشعبة، وسفيان، وحماد بن سلمة، وزائدة، وسليمان بن بلال، وابن المبارك، وعبد الله بن نمير، وعلي بن مسهر، ويحيى بن سعيد، ومحمد بن بشر، وعيسى بن يونس، وعباد بن عباد، ومحمد بن عيسى بن سميع، وابن إدريس، ومحمد بن عبيد، وعبد الرزاق، وأمم سواهم.

## ثناء العلماء عليه
- قال أبو حاتم الرازي: ثقة.
- قال أبو زرعة الرازي: ثقة.
- قال أحمد بن حنبل: سأل عن أيوب، وعبيد الله بن عمر، ومالك أيهم أثبت من نافع ؟ فقال عبيد الله اثبتهم وأحفظهم وأكثرهم رواية.
- قال أحمد بن شعيب النسائي: ثقة ثبت.
- قال أحمد بن صالح الجيلي: ثقة ثبت.
- قال ابن حجر العسقلاني: ثقة ثبت.
- قال ابن منجويه الأصبهاني: كان من أشراف قريش فضلا وعلما وعبادة وحفظا وإتقانا.
- قال الذهبي: ثبت.
- قال علي بن عمر الحربي: ثقة حافظ، متفق عليه.
- قال محمد بن سعد كاتب الواقدي: ثقة حجة.
- قال يحيى بن معين: من الثقات، ومرة: حجة، ومرة: قدمه في القاسم عن عائشة على الزهري عن عروة عنها، عبيد الله أثبت من ابن عجلان.[3]